# Karl Hess: Toward Liberty
Karl Hess: Toward Liberty è un cortometraggio documentario del 1980 sulla anarco-capitalista Karl Hess, prodotto da Roland Hallé and Peter W. Ladue. Questo film venne realizzato anche al prezioso aiuto di diversi docenti e studenti di alcuni college statunitensi. Nel 1981 ha vinto il Premio Oscar al miglior cortometraggio documentario.

## Riconoscimenti
- Maya Dern Award del Boston University, 1980
- Miglior film al FOCUS Student Film Festival, 1980
- Miglior documentario al AMPAS Student Film Award, 1980
- Premio Oscar al miglior cortometraggio documentario, 1981
- CINE Golden Eagle, 1981
- Governor's Award dello Stato del Massachusetts, 1981